# Prałatura terytorialna Esquel
Prałatura terytorialna Esquel (łac. Territorialis Praelatura Esquelensis) – prałatura terytorialna Kościoła rzymskokatolickiego w Argentynie. Należy do archidiecezji Bahía Blanca. Została erygowana 14 marca 2009 roku przez papieża Benedykta XVI bullą ESQUELENSIS. Wierni z tych terenów należeli wcześniej do diecezji Comodoro Rivadavia.

## Prałaci terytorialni
- bp Józef Słaby CSsR (od 2009)